# 平佐蕉雨
平佐 蕉雨（ひらさ しょうう、1829年11月2日〈文政12年10月6日〉 - 1922年〈大正11年〉12月21日）は、明治期から大正期にかけての華族。位階・爵位は従五位男爵。陸軍中将で華族である平佐良蔵の父である。

## 経歴
1829年11月2日（文政2年10月6日）、大森儀右衛門の次男として長門国（現在の山口県）にて生まれる。
1912年（明治45年）7月5日、長男・良蔵が死去し、同11月11日に男爵を襲爵する。しかし、1914年（大正3年）1月10日に孫で養子の嘉彦に家督と爵位を譲る。
1918年（大正7年）1月11日には数え年90歳を迎えたことから、恩賜として銀杯と酒肴料を賜った。
1922年（大正11年）12月21日、93歳で死去した。

## 栄典
- 1907年（明治40年）12月21日 - 従五位[6]
- 1912年（大正元年）11月11日 - 男爵[3]
- 1918年（大正7年）1月11日 - 銀杯[5]

## 家族
- 父：大森儀右衛門
- 母：不詳
- 妻：雪子[7]
  - 長男：良蔵（1851 - 1912） - 陸軍中将。日露戦争に従軍。
  - 次男：泰弼（1867 - ?） - 子に嘉彦。
  - 四男：眷弼（1870 - ?） - 甥・嘉彦の跡を継ぐ。妻は河上徹太郎の叔母・コトヨ。子に静子。養子に周三（静子の夫）。
- 養子
  - 男子：井上惺三郎（1907 - ?） - 大塚武松の三男で、平佐周三の実の甥。井上光の長男・太郎の跡を継ぐ。
  - 男子：嘉彦（1903 - ?） - 次男・泰弼の長男。養子に眷弼。1930年に隠居。